# Della Robbia

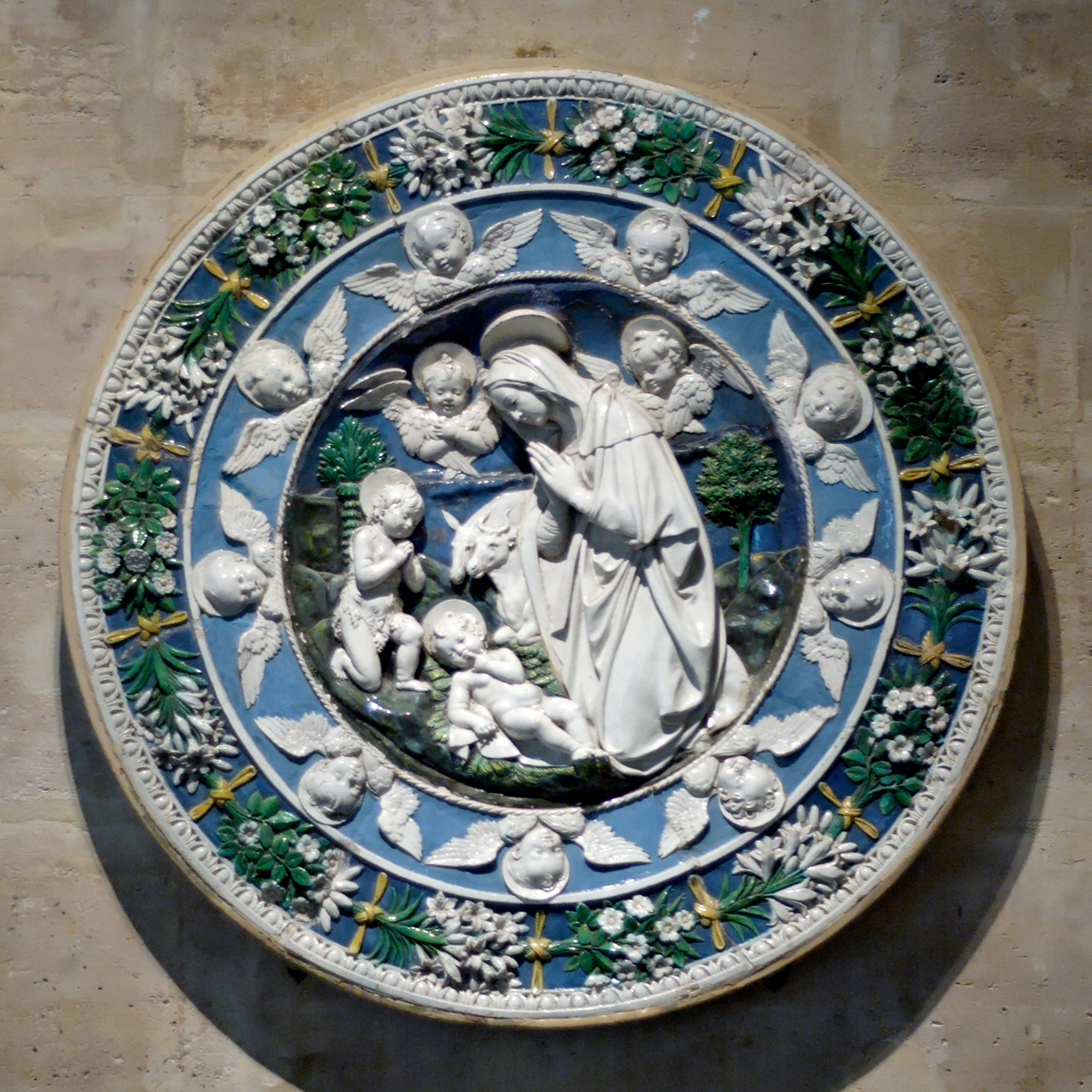
Tondo di Andrea della Robbia, Parigi, Louvre

I Della Robbia sono stati una famiglia di scultori italiani, specializzata nella tecnica della terracotta policroma invetriata inventata da Luca, che aprì una redditizia bottega a Firenze.
Il nome deriva da una tintura robbia cioè rosso, quindi si pensa che la famiglia, documentata dal XIII secolo in città, fosse una famiglia appartenente all'Arte dei Tintori. Le maioliche invetriate alla fiorentina tradizionalmente anche oggi si chiamano robbiane.
I suoi componenti più famosi sono:
- Luca (di Simone) della Robbia (1400 circa-1482), iniziò la carriera come scultore a fianco di Donatello, in seguito scoprì la tecnica per realizzare sculture policrome (in realtà solo azzurre e bianche o avorio) usando la terracotta invetriata; sviluppò questa tecnica con successo e vi si dedicò esclusivamente, abbandonando la scultura; la sua bottega fu molto attiva e tramandò la tecnica ai parenti assicurando il successo alla famiglia per generazioni.

- Andrea della Robbia (1435-1525) nipote di Luca, ovvero figlio di suo fratello Marco, sviluppò la tecnica appresa dallo zio e la portò ad amplissima diffusione, grazie ad alcune innovazioni che crearono un laboratorio di tipo proto-industriale, con notevole efficienza e con relativa rapidità di creazione delle opere.

- Giovanni della Robbia (1469-1529) figlio di Andrea, sperimentò la tecnica ampliando il numero di colori disponibili e usandoli con maggior enfasi. I suoi lavori sono di grande perizia tecnica e artistica ma, rispetto ai predecessori, risultano un po' più appiattiti e in uno stile ormai diventato convenzionale. Alla sua scomparsa la bottega di famiglia non trovò validi eredi e cessò l'attività.

- Girolamo della Robbia figlio di Andrea e fratello minore di Giovanni, lavorò nella bottega del fratello e ne seguì lo stile.
- Fra' Mattia della Robbia, figlio di Andrea e fratello minore di Giovanni.
- Fra' Luca della Robbia il Giovane (1475 -1548 circa), figlio di Andrea e fratello minore di Giovanni.
- Fra' Ambrogio della Robbia, figlio di Andrea e fratello minore di Giovanni.

Bottega rivale di quella dei della Robbia fu quella di Santi e Benedetto Buglioni.

## Albero genealogico
|                     |                                          |                                                                               |                                                                                                  |                                                                                                  |                                      |         |                                               |                                               |                                             |                                             |                                                                        |                                                                        |                       |                       |                                |                                                                        |                                                                        |                                                        |                                                        |                                                   |                                                         |                                                         |
|                     |                                          |                                                                               |                                                                                                  |                                                                                                  |                                      |         |                                               |                                               |                                             |                                             |                                                                        | MICHELE                                                                |                       |                       |                                |                                                                        |                                                                        |                                                        |                                                        |                                                   |                                                         |                                                         |
|                     |                                          |                                                                               |                                                                                                  |                                                                                                  |                                      |         |                                               |                                               |                                             |                                             |                                                                        |                                                                        |                       |                       |                                |                                                                        |                                                                        |                                                        |                                                        |                                                   |                                                         |                                                         |
|                     |                                          |                                                                               |                                                                                                  |                                                                                                  |                                      |         |                                               |                                               |                                             |                                             |                                                                        |                                                                        |                       |                       |                                |                                                                        |                                                                        |                                                        |                                                        |                                                   |                                                         |                                                         |
|                     |                                          |                                                                               |                                                                                                  |                                                                                                  |                                      |         |                                               |                                               |                                             |                                             | Vanni                                                                  | Vanni                                                                  | Lando                 | Lando                 |                                |                                                                        |                                                                        |                                                        |                                                        |                                                   |                                                         |                                                         |
|                     |                                          |                                                                               |                                                                                                  |                                                                                                  |                                      |         |                                               |                                               |                                             |                                             |                                                                        |                                                                        |                       |                       |                                |                                                                        |                                                                        |                                                        |                                                        |                                                   |                                                         |                                                         |
|                     |                                          |                                                                               |                                                                                                  |                                                                                                  |                                      |         |                                               |                                               |                                             |                                             |                                                                        |                                                                        |                       |                       |                                |                                                                        |                                                                        |                                                        |                                                        |                                                   |                                                         |                                                         |
|                     |                                          |                                                                               |                                                                                                  |                                                                                                  |                                      |         |                                               | Michele n.1320                                | Michele n.1320                              | Domenico                                    | Domenico                                                               | Marco n.1351                                                           | Marco n.1351          | Piero n.1351          | Piero n.1351                   |                                                                        |                                                                        |                                                        |                                                        |                                                   |                                                         |                                                         |
|                     |                                          |                                                                               |                                                                                                  |                                                                                                  |                                      |         |                                               |                                               |                                             |                                             |                                                                        |                                                                        |                       |                       |                                |                                                                        |                                                                        |                                                        |                                                        |                                                   |                                                         |                                                         |
|                     |                                          |                                                                               |                                                                                                  |                                                                                                  |                                      |         |                                               |                                               |                                             |                                             |                                                                        |                                                                        |                       |                       |                                |                                                                        |                                                                        |                                                        |                                                        |                                                   |                                                         |                                                         |
|                     |                                          |                                                                               |                                                                                                  |                                                                                                  |                                      |         |                                               |                                               |                                             | Filippo                                     | Filippo                                                                | Simone n.1381                                                          | Simone n.1381         | Iacopo                | Iacopo                         |                                                                        |                                                                        |                                                        |                                                        |                                                   |                                                         |                                                         |
|                     |                                          |                                                                               |                                                                                                  |                                                                                                  |                                      |         |                                               |                                               |                                             |                                             |                                                                        |                                                                        |                       |                       |                                |                                                                        |                                                                        |                                                        |                                                        |                                                   |                                                         |                                                         |
|                     |                                          |                                                                               |                                                                                                  |                                                                                                  |                                      |         |                                               |                                               |                                             |                                             |                                                                        |                                                                        |                       |                       |                                |                                                                        |                                                                        |                                                        |                                                        |                                                   |                                                         |                                                         |
|                     |                                          |                                                                               |                                                                                                  |                                                                                                  |                                      |         |                                               |                                               | Domenico                                    | Domenico                                    | Ser Giovanni n.1391 m.1429, notaio e cancelliere della Signoria (1422) | Ser Giovanni n.1391 m.1429, notaio e cancelliere della Signoria (1422) | Marco                 | Marco                 | Luca della Robbia              | Luca della Robbia                                                      |                                                                        |                                                        |                                                        |                                                   |                                                         |                                                         |
|                     |                                          |                                                                               |                                                                                                  |                                                                                                  |                                      |         |                                               |                                               |                                             |                                             |                                                                        |                                                                        |                       |                       |                                |                                                                        |                                                                        |                                                        |                                                        |                                                   |                                                         |                                                         |
|                     |                                          |                                                                               |                                                                                                  |                                                                                                  |                                      |         |                                               |                                               |                                             |                                             |                                                                        |                                                                        |                       |                       |                                |                                                                        |                                                                        |                                                        |                                                        |                                                   |                                                         |                                                         |
|                     |                                          |                                                                               |                                                                                                  |                                                                                                  |                                      |         |                                               |                                               | Andrea della Robbia                         | Andrea della Robbia                         |                                                                        |                                                                        |                       |                       |                                |                                                                        |                                                                        | Simone n.1438, moglie Fiammetta di Francesco del Nente | Simone n.1438, moglie Fiammetta di Francesco del Nente |                                                   |                                                         |                                                         |
|                     |                                          |                                                                               |                                                                                                  |                                                                                                  |                                      |         |                                               |                                               |                                             |                                             |                                                                        |                                                                        |                       |                       |                                |                                                                        |                                                                        |                                                        |                                                        |                                                   |                                                         |                                                         |
|                     |                                          |                                                                               |                                                                                                  |                                                                                                  |                                      |         |                                               |                                               |                                             |                                             |                                                                        |                                                                        |                       |                       |                                |                                                                        |                                                                        |                                                        |                                                        |                                                   |                                                         |                                                         |
|                     |                                          |                                                                               | Girolamo della Robbia                                                                            | Girolamo della Robbia                                                                            | Antonio                              | Antonio | Luca d'Andrea della Robbia detto "il Giovane" | Luca d'Andrea della Robbia detto "il Giovane" | Francesco plastico, noto come fra' Ambrogio | Francesco plastico, noto come fra' Ambrogio | Paolo plastico, n.1470, poi domenicano                                 | Paolo plastico, n.1470, poi domenicano                                 | Giovanni della Robbia | Giovanni della Robbia | Mattia della Robbia            | Mattia della Robbia                                                    | Luca della Robbia (umanista)                                           | Luca della Robbia (umanista)                           | Filippo n.1479 m.1533, poi Don Isidoro cassinense      | Filippo n.1479 m.1533, poi Don Isidoro cassinense |                                                         |                                                         |
|                     |                                          |                                                                               |                                                                                                  |                                                                                                  |                                      |         |                                               |                                               |                                             |                                             |                                                                        |                                                                        |                       |                       |                                |                                                                        |                                                                        |                                                        |                                                        |                                                   |                                                         |                                                         |
|                     |                                          |                                                                               |                                                                                                  |                                                                                                  |                                      |         |                                               |                                               |                                             |                                             |                                                                        |                                                                        |                       |                       |                                |                                                                        |                                                                        |                                                        |                                                        |                                                   |                                                         |                                                         |
|                     |                                          | Pier Francesco m.1600, signore di Puteaux, moglie Francesca di Roberto Choart | Pier Francesco m.1600, signore di Puteaux, moglie Francesca di Roberto Choart                    | Costanza m.1566, marito Ascanio Mari                                                             | Costanza m.1566, marito Ascanio Mari |         |                                               |                                               |                                             |                                             |                                                                        |                                                                        |                       |                       |                                |                                                                        | Lorenzo moglie Cassandra di Piero Biondi                               | Lorenzo moglie Cassandra di Piero Biondi               |                                                        |                                                   |                                                         |                                                         |
|                     |                                          |                                                                               |                                                                                                  |                                                                                                  |                                      |         |                                               |                                               |                                             |                                             |                                                                        |                                                                        |                       |                       |                                |                                                                        |                                                                        |                                                        |                                                        |                                                   |                                                         |                                                         |
|                     |                                          |                                                                               |                                                                                                  |                                                                                                  |                                      |         |                                               |                                               |                                             |                                             |                                                                        |                                                                        |                       |                       |                                |                                                                        |                                                                        |                                                        |                                                        |                                                   |                                                         |                                                         |
|                     | Carlo n.1582 m.1625, moglie Diana Picart | Carlo n.1582 m.1625, moglie Diana Picart                                      | Girolamo n.1572 m.1651, signore di Grand Champs e de la Grange an Roy, moglie Antonietta Grenier | Girolamo n.1572 m.1651, signore di Grand Champs e de la Grange an Roy, moglie Antonietta Grenier |                                      |         |                                               |                                               |                                             |                                             |                                                                        |                                                                        |                       |                       |                                | Laudomia marito Luigi di Matteo Viviani, da cui i Viviani della Robbia | Laudomia marito Luigi di Matteo Viviani, da cui i Viviani della Robbia | Luigi moglie Ginevra di Silvestri Popoleschi           | Luigi moglie Ginevra di Silvestri Popoleschi           |                                                   |                                                         |                                                         |
|                     |                                          |                                                                               |                                                                                                  |                                                                                                  |                                      |         |                                               |                                               |                                             |                                             |                                                                        |                                                                        |                       |                       |                                |                                                                        |                                                                        |                                                        |                                                        |                                                   |                                                         |                                                         |
|                     |                                          |                                                                               |                                                                                                  |                                                                                                  |                                      |         |                                               |                                               |                                             |                                             |                                                                        |                                                                        |                       |                       |                                |                                                                        |                                                                        |                                                        |                                                        |                                                   |                                                         |                                                         |
| Guido n.1620 m.1629 | Guido n.1620 m.1629                      | Francesca marito Carlo le Maistre                                             | Francesca marito Carlo le Maistre                                                                |                                                                                                  |                                      |         |                                               |                                               |                                             |                                             |                                                                        |                                                                        |                       |                       | Silvestro vescovo di Bertinoro | Silvestro vescovo di Bertinoro                                         | Lorenzo n.1615, vescovo di Cortona e poi di Fiesole                    | Lorenzo n.1615, vescovo di Cortona e poi di Fiesole    | Luca                                                   | Luca                                              | Marco poi Fra Giovanni domenicano, vescovo di Bertinoro | Marco poi Fra Giovanni domenicano, vescovo di Bertinoro |